# Schistomeringos annulata
Schistomeringos annulata är en ringmaskart som först beskrevs av John Percy Moore 1906.  Schistomeringos annulata ingår i släktet Schistomeringos och familjen Dorvilleidae. Inga underarter finns listade i Catalogue of Life.